# Johannes Lundberg
Johannes Lundberg, född 8 maj 1886 i Stockholm, död där 23 november 1948, var en svensk teolog.
Johannes Lundberg var son till vaktmästaren Hans Erik Lundberg. Han avlade mogenhetsexamen i Stockholm 1905 och studerade därefter vid Uppsala universitet, där han blev teologie kandidat 1908, teologie licentiat 1913 och teologie doktor 1921. Han var docent i Nya testamentets exegetik vid Uppsala universitet 1917–1924 och tillförordnad professor 1922–1923 samt lektor i kristendom vid Norrköpings högre allmänna läroverk 1924–1930 och vid Högre allmänna läroverket å Östermalm 1930–1948. Från 1941 var han rektor vid Högre allmänna läroverket å Östermalm. Lundberg var sakkunnig för granskning av läroböcker i kristendom från 1939 och ordförande i Svenska missionsrådets studiekommitté från 1934 samt ordförande i Kyrkobrödernas riksorganisation 1930–1947, i Religionsvetenskapliga sällskapet 1936–1941 och i Kristendomslärarnas förening 1939–1941. Han författade en exegetisk avhandling, Kristusmystiken hos Paulus (1917), där han bestred den paulinska fromhetens mystiska karaktär. Tillsammans med Erling Eidem och Johannes Lindblom utgav han Bibelkonkordans enligt den svenska kyrkobibeln av år 1917. Nya testamentet (1922). Han skrev alla teologiska artiklar i första upplagan av Bonniers konversationslexikon.